# Paso del Parque del Daymán
Paso del Parque del Daymán es una localidad uruguaya del departamento de Salto.

## Geografía
La localidad se encuentra situada en la zona sur del departamento de Salto, en las costas del río Daymán, límite con el departamento de Paysandú. Se accede desde la ruta 26 km 131, de la que la separan 15 km por camino vecinal.

## Población
Según el censo de 2011 la localidad contaba con una población de 54 habitantes.
| 54            |
| (Fuente: INE) |